# Jerzy Illg
Jerzy Illg (ur. 11 października 1950 w Poznaniu) – polski wydawca, publicysta, krytyk literacki i nauczyciel akademicki. Redaktor naczelny Społecznego Instytutu Wydawniczego „Znak” (1992–2021).

## Życiorys
Ukończył VIII Liceum Ogólnokształcące im. Wilhelma Piecka w Katowicach. W 1968 uczestniczył w pierwszych polskich zlotach hippisowskich (m.in. w Mielnie), pod koniec lat 60. należał do wspólnoty buddyjskiej. W 1974 uzyskał tytuł zawodowy magistra filologii polskiej na Wydziale Filologicznym Uniwersytetu Śląskiego. Uzyskał później stopień doktora nauk humanistycznych.
W latach 1974–1983 był pracownikiem naukowym na macierzystym wydziale. Publikował wówczas w naukowych periodykach, takich jak „Pamiętnik Literacki” i „Ruch Literacki”. Na początku lat 80. odnalazł i opracował listy Josepha Conrada i Tadeusza Micińskiego do Wincentego Lutosławskiego oraz listy Stanisława Ignacego Witkiewicza do Stefana Żeromskiego.
Należał do grona organizatorów „Solidarności” na UŚ. Został usunięty z uczelni z przyczyn politycznych podczas stanu wojennego po opublikowaniu w biuletynie „Solidarności” raportu o prorządowej działalności jednego z pracowników naukowych i po wystawieniu przez władze uniwersyteckie negatywnej opinii odnośnie do możliwości wyegzekwowania od niego „właściwej realizacji zadań socjalistycznej szkoły wyższej”.
Od 1983 związany z katolickim wydawnictwem Znak jako redaktor działu poezji, a następnie w latach 1992–2021 jako redaktor naczelny wydawnictwa (zastąpił na tej funkcji swojego mentora Jacka Woźniakowskiego). Jako wydawca był uczniem Zygmunta Pawlusa i Edwarda Leśniaka. Przed 1989 publikował w wydawnictwach drugiego obiegu. Wyjeżdżał co roku na Targi Książki we Frankfurcie nad Menem. W 1986 dzięki pośrednictwu Luciany Frassati-Gawrońskiej i Jana Błońskiego nawiązał w Rzymie długoletnią przyjaźń z Czesławem Miłoszem. W 1987 wziął udział w uroczystości wręczenia literackiej Nagrody Nobla Iosifowi Brodskiemu, a w 1995 towarzyszył kolejnemu nagrodzonemu autorowi Znaku – Seamusowi Heaneyowi. W latach 1990–1997 był redaktorem pisma społeczno-literackiego „NaGłos”, organu sekcji literackiej Klubu Inteligencji Katolickiej. Po objęciu stanowiska redaktora naczelnego wydawnictwa Znak uruchomił pod jego egidą oficynę Signum przeznaczoną na potrzeby wydawania komercyjnych tytułów. W 1996 zaaranżował udział Wisławy Szymborskiej w ceremonii odbioru Nagrody Nobla w Sztokholmie. W 1997 i 2000 organizował Krakowskie Spotkania Poetów, nad którymi patronat obejmowali polscy nobliści.
W 2002 objął funkcję prezesa Stowarzyszenia „Poezja i Muzyka”. W 2003 zasiadł w radzie Fundacji na rzecz Chrześcijańskiej Kultury Społecznej im. Hanny Malewskiej. W 2020 wszedł w skład zarządu Fundacji II Katedry Chorób Wewnętrznych Collegium Medicum Uniwersytetu Jagiellońskiego im. Profesora Andrzeja Szczeklika.
W 2010 wsparł oddalony sześć lat później pozew wdowy po Ryszardzie Kapuścińskim o naruszenie dóbr osobistych przeciwko Arturowi Domosławskiemu, autorowi książki Kapuściński non-fiction, której przygotowanie finansował z ramienia Znaku. Dwukrotnie był członkiem komitetu poparcia Bronisława Komorowskiego przed wyborami prezydenckimi (2010 i 2015). W 2021 wystosował apel do zarządu Agory o utrzymanie niezależności „Gazety Wyborczej”.

## Odznaczenia i wyróżnienia
W 2012 został przez prezydenta RP Bronisława Komorowskiego odznaczony Krzyżem Kawalerskim Orderu Odrodzenia Polski. Uroczystość dekoracji odbyła się 11 listopada tego samego roku. W 2009 został odznaczony Srebrnym Medalem „Zasłużony Kulturze Gloria Artis”.
W 2016 otrzymał Nagrodę Miasta Krakowa przyznaną „za wybitne osiągnięcia w promocji krakowskiej kultury”. W grudniu 2018 został laureatem nagrody Krakowska Książka Miesiąca za książkę „Zagram ci to kiedyś…”: Stanisław Radwan w rozmowie z Jerzym Illgiem (będącą wywiadem rzeką z kompozytorem Stanisławem Radwanem).

## Publikacje książkowe
- Divertimento sztokholmskie. Rozmowy z Josifem Brodskim, „Pokolenie” (drugi obieg), Warszawa 1988.
- Kundera. Materiały z sympozjum (red.), „Pokolenie” (drugi obieg), Warszawa 1988.
- Reszty nie trzeba. Rozmowy z Josifem Brodskim, „Książnica”, Katowice 1993.
- Palcówki z Marcówki (wiersze), „Panzerfaustinum Verlag”, Kraków 1998.
- „To miasto jest wszędzie”. Wiersze o Krakowie XX w. (wybór, opr. i wstęp), Biuro Festiwalowe „Kraków 2000”, Kraków 2001.
- Wiersze z Marcówki, Znak, Kraków 2003.
- Mój znak. O noblistach, kabaretach, przyjaźniach, książkach, kobietach, Znak, Kraków 2010.
- Słuch absolutny. Andrzej Szczeklik w rozmowie z Jerzym Illgiem, Znak, Kraków 2014.
- Zwierciadło (współautor z Leonardem Neugerem), Znak, Kraków 2016.
- „Zagram ci to kiedyś…”: Stanisław Radwan w rozmowie z Jerzym Illgiem, Znak, Kraków 2018.

## Rodzina i życie prywatne
Ma dwóch synów. Jego drugą żoną została Joanna Gromek, krytyczka literacka, autorka biografii Wisławy Szymborskiej (zatytułowanej Szymborska. Znaki szczególne. Biografia wewnętrzna i wydanej przez Znak w 2020). Urodził się w Poznaniu, dokąd po przejęciu przez Skarb Państwa w 1945 dworu w Książniczkach przeniosła się rodzina jego matki. Do przełomu lat 80. i 90. był związany z Katowicami, jego mieszkanie rodzinne znajdowało się w sąsiedztwie placu Wolności. W 2004 Jerzy Illg odkupił wraz z rodziną po kilkunastoletnich staraniach prawnych zespół dworski w Książniczkach; w 2006 dokonał jego sprzedaży.
Jego dziadkiem od strony matki był Tadeusz Strumiłło, działacz organizacji Eleusis i jeden z głównych ideologów polskiego harcerstwa. Prapradziadkiem był Franciszek Ksawery Kołodziejski, autor nieudanego zamachu na generała Józefa Bema w 1848 na tle wykorzystania Legionów Polskich podczas Wiosny Ludów na Węgrzech.